# Globe de cristal (sports d'hiver)
Pour les articles homonymes, voir Globe de cristal.

Lindsey Vonn, avec trois « gros » globes de cristal (ceux de 2008, 2009 et 2010), plus cinq « petits » ; s'y ajoutent deux médailles olympiques, or et bronze de 2010.

Le globe de cristal est une récompense sportive décernée dans les sports d'hiver notamment régis par la Fédération internationale de ski à chaque saison de Coupe du monde dans le ski alpin, le ski de fond, le combiné nordique, le saut à ski, le ski acrobatique, le snowboard, le ski de vitesse et le télémark. L'Union internationale de biathlon, décerne également des globes de cristal pour ses disciplines, tout comme les fédérations internationales de luge et de bobsleigh. Depuis 1987, ils sont exclusivement réalisés par l'entreprise Joska Kristall dont le siège se situe à Bodenmais en Allemagne (elle crée également les récompenses remises au Tour de Ski). Dans chacune des disciplines sportives évoquées, le trophée est remis après l'ultime épreuve de la saison, puisque ces trophées sont offerts aux sportifs qui ont accumulé le plus de points course après course et terminent donc en tête des classements. Il arrive cependant qu'un athlète, particulièrement dominateur dans sa discipline, soit assuré de remporter le globe bien avant la fin de la saison.
Dans le cas du ski alpin et du biathlon, on différencie deux globes de cristal. Le gros globe de cristal est une récompense attribuée au vainqueur et à la gagnante du classement général de la Coupe du monde ; ce trophée pèse 9 kg, mesure 46 cm de hauteur dont la moitié est ornée par une sphère figurant la planète. Le petit globe de cristal est attribué aux différents vainqueurs masculins et féminins des classements par épreuves (descente, slalom, slalom géant, super G et combiné pour l'exemple du ski alpin) et pèse 3,5 kg. Il s'agit de trophées annuels. Ce système est le même dans chacune des disciplines régies par la FIS et par l'IBU.

## Source
- (en) Weight of Success – JOSKA Crystal Globes, www.fis-ski.com, consulté le 28 janvier 2009.